# Minori Hayakari
Minori Hayakari (早狩実紀) (Kyoto, 29 de novembre de 1972) és una atleta japonesa especialitzada en els 3000 metres obstacles. La seva millor marca personal, de 9:33.93 minuts, és el rècord japonès i ha guanyat títols nacionals japonesos des de la seva primera competició el 2005, obtenint el seu sisè títol el 2011.
Hayakari va esdevenir la primera corredora d'obstacles internacional del seu país, després de la seva presentació al Campionat del Món d'atletisme de 2005, on va establir un rècord asiàtic. Igualment, va participar al Campionat del Món d'atletisme de 2011 i va representar el Japó en la primera carrera d'obstacles femenina als Jocs Olímpics de Pequín de 2008.
En competició regional, va obtenir la medalla de bronze als Jocs Asiàtics de 2010 i va guanyar el títol continental als Campionats d'Atletisme Asiàtics de 2011. Ha participat cinc vegades al Campionat del Món de Cros de l'antiga IAAF (Associació Internacional de Federacions d'Atletisme, actualment World Athletics) i ha guanyat dues medalles als Jocs de l'Àsia Oriental, els anys 1999 i 2009).

## Carrera

### Primers anys
Nascuda a Kyoto, Hayakari va assistir a la Kyoto Yawata High School i posteriorment es va graduar a la Universitat de Doshisha amb una llicenciatura en estudis empresarials. Va començar la seva carrera atlètica com a corredora de mitja distància. Va entrar a l'escena nacional amb un rècord en categoria júnior als 3.000 metres el 1990. Va acabar entre les deu primeres atletes en les curses júniors als Campionats del Món de Cross Country de la IAAF el 1990 i el 1991. El seu debut internacional en categoria sènior va arribar als Campionats del Món d'atletisme de 1990 i 1991, que es van celebrar a Tòquio, on va córrer en les eliminatòries dels 3000 metres. Va quedar sisena en els 1.500 metres a l'Universíada de 1995 i després de graduar-se va guanyar una doble medalla al campionat nacional japonès el els 800 metres i 1.500 metres. Va representar el Japó en tots dos esdeveniments als Jocs d'Àsia Oriental de 1997 i va guanyar la medalla de plata de 800 metres i la de bronze de 1.500 metres.
La consistència de Hayakari va fer que es classifiqués entre les tres millors corredores de mitja distància als campionats japonesos d'atletisme des de finals de la dècada de 1990 fins al 2005. Durant aquest període, va establir una millor marca de 2:07,93 minuts als 800 metres Osaka, va representar el Japó als Campionats del Món de pista coberta de la IAAF de 1999 a Maebashi, i va córrer a la cursa curta als Campionats del Món de Cross Country el 2002 i el 2005. Va fer una aparició a la Mitja Marató Femenina de Kobe i va guanyar l'esdeveniment amb un temps d'1:12:27 hores.

### Cursa d'obstacles
La cursa d'obstacles femenina s'havia d'introduir al Campionat del Món d'atletisme de 2005 i Hayakari, que havia estat seleccionada amb poca freqüència per a competicions internacionals, va decidir canviar a la nova especialitat. Va córrer en la primera sèrie dels campionats i es va classificar per a la final amb un temps rècord asiàtic de 9:41,21 minuts. Va ser l'única participant asiàtica a la competició i va acabar en dotzena posició a la final.
El 2006, va guanyar el primer títol femení japonès de carrera d'obstacles i va ser la representant d'Àsia a l'esdeveniment a la Copa del Món de la IAAF de 2006. Aquell mateix any també va córrer al Campionat del Món de Cross, on va acabar en 77a posició. Va repetir com a campiona nacional l'any següent i va córrer un temps rècord japonès de 9:38,68 minuts (el seu rècord asiàtic havia estat millorat per una sèrie de corredores xineses).Va ser novament seleccionada per a la selecció nacional al Campionat del Món d'atletisme de 2007, celebrat a Osaka, però va caure a mitja cursa i va haver de ser retirada de la pista. Es va convertir en la primera representant olímpica del Japó en la cursa d'obstacles femenina als Jocs Olímpics de Pequín de 2008 i aquell any també va millorar el seu rècord nacional, amb 9:33.93 minuts, als Jocs FBK. Després de fer el millor temps de la seva carrera a les eliminatòries del Campionat del Món d'atletisme de 2009 (9:39,28 minuts), va ser subcampiona davant Li Zhenzhu als Jocs de l'Àsia Oriental de 2009.
La temporada 2010 va destacar amb el seu cinquè títol nacional consecutiu, una medalla de bronze en carrera d'obstacles als Jocs Asiàtics de 2010 i una aparició a la Copa Continental de la IAAF de 2010 (onzena en la classificació general).
El juny de 2011, amb 38 anys, va guanyar el seu sisè títol nacional consecutiu en la cursa de 3.000 obstacles amb una carrera en solitari completada en 9:52.98 minuts. El mes següent, va reclamar el seu primer títol continental als Campionats Asiàtics d'Atletisme de 2011 a Kobe, superant la campiona dels Jocs Asiàtics Sudha Singh per aconseguir la medalla d'or en un temps rècord del campionat. Hayakari va córrer en la seva quarta carrera mundial d'obstacles al Campionat del Món d'atletisme de 2011 però va acabar setena de la seva sèrie i de nou no va arribar a la final.

### Categoria veteranes
El 2018 va establir el rècord mundial de la categoria W45 de veteranes en la cursa d'obstacles de 2.000 metres, amb un temps de 6:51,51 minuts, i va guanyar el Campionat del Món de veterans d'atletisme.